# Evelio Javier

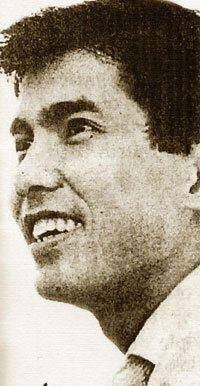
Evelio Javier

Evelio Bellaflor Javier (Hamtic, 14 oktober 1942 - 11 februari 1986) was een Filipijns politicus. Javier was van 1971 tot 1980 gouverneur van de provincie Antique. Hij was een politieke bondgenoot van presidentskandidaat Corazon Aquino en werd in februari 1986 tijdens de campagne vermoord. Zijn begrafenis trok een enorme mensenmenigte. Kort na de dood van Javier, viel het dictatoriale regime van president Ferdinand Marcos na een vier dagen durende opstand, die later zou worden aangeduid als de EDSA-revolutie.

## Biografie
Javier werd op 31 oktober 1942 geboren in Hamtic, een gemeente in het zuiden van de provincie Antique. Hij was het oudste van vier kinderen van Feliza Bellaflor, een onderwijzeres op een openbare school en Everardo Javier, een advocaat, die bekendstond om zijn integriteit. Evelio rondde de San Jose Elementary School af als beste van zijn jaar. Zijn vader wilde graag dat hij ook advocaat zou worden, maar zelf ambieerde Evelio een bestaan als priester. In 1963 behaalde Javier zijn Bachelor-diploma geschiedenis en overheid. Aansluitend studeerde hij rechten aan de Ateneo de Manila. Naast zijn studie rechten doceerde er hij geschiedenis en theologie. Nadat hij in 1963 was geslaagd voor het toelatingsexamen voor de Filipijnse balie, gaf hij ook les in politiek en constitutioneel recht.
Vanaf 1970 werkte hij voor Manglapus and Navarette Law Office. Het was de tijd van de First Quarter Storm, een periode waarin radicale studentengroeperingen op straat demonstreerden tegen het bewind van president Ferdinand Marcos. Javier was een van de advocaten die de studenten hielp weer op vrije voeten te komen, als ze waren gearresteerd na een nieuwe golf van gewelddadigheden. De gebeurtenissen inspireerden hem om ook politiek actief te worden. Het stelde zich verkiesbaar voor de Constitutionele Convention, maar werd niet gekozen. In 1971 won hij echter wel de verkiezingen voor gouverneur van de provincie Antique. Met zijn 29 jaar werd hij daarmee een van de jongste gouverneurs uit de geschiedenis van de Filipijnen.
Na afloop van zijn termijn in 1980 kon hij voor KBL meedoen aan de verkiezingen voor een nieuwe termijn als gouverneur van Antique. Daar bedankte hij echter voor. In plaats daarvan emigreerde Javier naar de Verenigde Staten. Hij behaalde er in 1981 een Master-diploma bestuurskunde. Nadien woonde hij met zijn familie in Sacramento en werkte hij als advocaat-partner bij Zaldivar, Javier en Lumba Law Office. De moord op oppositieleider Benigno Aquino jr. deed Javier besluiten om terug te keren naar zijn vaderland. In 1984 deed hij mee aan de verkiezingen voor afgevaardigde van Antique in de Batasang Pambansa. Hij verloor de verkiezingen van de Arturo Pacificador, de kandidaat van Marcos. De uitslag was door een incident in San Remigio echter discutabel. De leraren die het stemhokje daar bemanden, vertelden dat er stembiljetten verwisseld waren door onbekende mannen. Javier diende een beroep in bij de Filipijnse kiescommissie COMELEC.
Op 11 februari 1986 werd Javier voor het provinciehuis in San Jose beschoten door of vier gemaskerde mannen in een jeep. Na een korte achtervolging werd hij doodgeschoten in een winkel, waar hij in was gevlucht. Zijn begrafenis werd bijgewoond door vele duizenden mensen. Er wordt wel gezegd dat de moord de laatste druppel was die het verzet tegen Marcos deed oplaaien. Kort na zijn dood werd Marcos afgezet na de vier dagen durende geweldloze EDSA-revolutie.

## Bron
- Alfred A. Yuson, Heroes, Alay sa Bansa, Manilla (2006)